# شاه‌سید بلهو
شاه‌سید بلهو (به انگلیسی: Shah Said Bullo) یک روستا در پاکستان است که در پنجاب واقع شده‌است.